# 維默比地熱發電廠
維默比地熱發電廠為於臺灣花蓮縣萬榮鄉紅葉村的瑞穗溫泉區，為瑞典地熱開發公司倍速羅得（Baseload Power）所投資興建的地熱發電廠，為當前臺灣地熱發電產業中，唯一的非臺灣公司，目前該發電廠已完成萬榮鄉紅葉村第一口探勘井的開鑿，因地熱溫度較原先評估低，因此暫停鑽探，正在重新進行瑞穗地熱區的地熱源進行地質物理、地質化學等調查。

## 沿革

### 背景
瑞穗地熱區包含花蓮縣萬榮鄉與瑞穗鄉，區內擁有著名的花蓮紅葉溫泉與瑞穗溫泉等，工業技術研究院早於1981年全臺灣地熱潛能區進行地質鑽探時，於瑞穗地熱區委託中國石油公司開鑿編號HJ-1、HJ-2的探勘井，井深501公尺，井底最高溫度攝氏104度，但並未產生噴流。依據1994年完成的探勘資料，瑞穗地熱區儲集層體積約2立方公里，儲集層溫度約攝氏140~180度，發電潛能約16 MW。
中華民國政府為推動能源轉型與再生能源發展政策，訂定2025年再生能源於臺灣電網容量占比須達到20%之目標，其中又以太陽光電與風力發電為重點發展項目，而1993年清水地熱發電廠除役後沉寂多年的臺灣地熱發電發展受到立法委員關注，因此經濟部決定召集產、官、學各界重啟臺灣地熱發電計畫。

### 施工
瑞典商倍速羅得公司於2019年進駐臺灣，並承租花蓮縣萬榮鄉紅葉村紅葉段912-1地號的私人土地進行地熱鑽探工作，於2020年6月20日取得花蓮縣政府核發之施工許可正式開工，預估維默比地熱專案地熱發電廠完工後，將設置裝置容量2MW的地熱發電機組，可供超過2,000戶家庭一年的用電量。
當倍速羅得於紅葉村開鑿地熱探勘井後，引來地熱探勘區周邊居民、溫泉業者、以及原住民部落反彈，並組成紅葉部落反地熱自救聯盟會，同年9月2日自救會前往花蓮縣政府遞交陳情書，10月14日、11月24日也到花蓮縣議會、縣政府前陳情抗議，訴求倍速羅得立即停工，12月4日自救會成員前往花蓮地方檢察署控告倍速羅得偽造文書，將說明會簽到簿當作部落會議同意書。
反地熱自救聯盟會表示廠商於6月25日起悄悄動工，6月29日起更是全天候鑽鑿，製造出極大震動及低頻噪音，並表示當地部落事先均族人都不知情，引發嚴重抗議後，才在7月11日開說明會。
對此倍速羅得公司表示，依照原住民族基本法第21條規定，於私有土地上進行地熱探勘本來就不須取得部落諮商同意，並且6月20日取得縣政府核發先期鑽探許可，但說明會是7月11日召開，依時間點來看，也不可能以7月的簽到表來，申請6月的探勘核准。
花蓮縣政府建設處也表示，倍速羅得公司目前尚未進行實際的地熱探勘作業，僅在進行事前的籌備工作，目前該公司申請的是地下水水利事業鑿井，原住民事務處也表示，倍速羅得所探勘的地點屬於私有地，廠商確實不須取得部落諮商同意，但仍會要求業者須到部落召開說明會，經一年半召開說明會及協調下才在2021年底完成探勘井籌畫作業。
2022年10月18日倍速羅得與臺灣中油公司簽署綠能發展合作備忘錄，雙方將針對地熱鑽探技術深入交流，並以花蓮瑞穗的維默比地熱發電專案維基礎合作開發。維默比地熱發電廠預計2022年底完成第一階段的探勘井鑽探工作，接續朝生產、回注井工程前進，預計2023年可完工商轉，預估發電量提升至2.4MW。
2023年2月16日針對臺灣新聞媒體報導倍速羅得維默比地熱發電廠預計將在2024年9月商轉的消息，該公司花蓮地熱業務主管表示，經完成地熱探勘井評估湧出之溫泉水溫度並不如當初評估之預期，因此已暫停探勘作業，重新針對瑞穗地熱區展開地熱源地質物理、地質化學等調查。

## 設施

### 發電機組
| 發電機型號 | 地熱發電類型 | 機組數量 | 裝置容量（kW） | 商轉日期       | 狀態   |
| ---------- | ------------ | -------- | -------------- | -------------- | ------ |
|            | 朗肯雙循環   | 1        | 2,400          | 2024年（預定） | 施工中 |